# Myotis ikonnikovi
Myotis ikonnikovi là một loài động vật có vú trong họ Dơi muỗi, bộ Dơi. Loài này được Ognev mô tả năm 1912.